# Manfreda maculata
Manfreda maculata är en sparrisväxtart som först beskrevs av Carl Friedrich Philipp von Martius, och fick sitt nu gällande namn av Joseph Nelson Rose. Manfreda maculata ingår i släktet Manfreda och familjen sparrisväxter. Inga underarter finns listade i Catalogue of Life.